# 雀聖
《雀圣》是2005年是由王晶导演的电影，主题和2002年的《呖咕呖咕新年财》相同，以麻将为主题。

## 故事
賭徒自摸西（元華）遇到天生過目不忘的茶餐廳伙計阿旺（郭晉安），頓時想訓練阿旺成為麻將高手。可是，茶餐廳老闆娘十三飛（元秋）强烈反對，阿旺只好偷偷摸摸跟自摸西學。二人迅速賺到不少錢，被在澳門擁有不少賭廳之天九哥（王晶）留意。此時阿旺結識了美麗的雪兒（傅穎），不料雪兒竟是天九哥的情婦，阿旺被打至痴呆。原來老闆娘十三飛乃退隱江湖之「雀后」，她用“麻將刺激腦細胞法”為阿旺治療，訓練阿旺為麻將高手，在「亞洲雀王擂台」上向天九哥大報復。

## 演員
| 演員   | 角色     | 暱稱/關係 |
| 郭晉安 | 雷啟旺   | 阿旺、傻仔旺、雀聖 茶餐廳夥計 記憶力超群，能記住麻將的所有位置 自摸西、十三飛之徒弟 大口九、鳳凰女、大波連之徒侄 喜歡雪兒 被天九哥攻擊後造成智力受損，其後已康復 最终用麻雀拳法打败仇人並决定放弃《雀圣》的名衔，宁愿脚踏实地，做回一个普通人。 |
| 元 秋  | 十三飛   | Dorlina、雀后 茶餐廳事頭婆（老闆娘） 自摸西之初戀情人 鳳凰女、大波蓮、大口九之大師姐 雷啟旺之師父 |
| 元 華  | 自摸西   | 羅拔 豬肉佬之朋友 與十三飛於學生時代為舊情人 亞洲麻雀大賽參賽者（因講粗口遭退賽） 青年由李雨陽飾演 |
| 王 晶  | 天九哥   | 省港澳地下賭王（專打22隻麻雀） 肥螳螂之化身 雪兒之前男友 幕後指使幪面黎明綁架自摸西，逼雷啟旺無法參加決賽 亞洲麻雀大賽參賽者 |
| 傅 穎  | 雪 兒    | 天九哥之前女友 與雷啟旺交往遭天九哥發現後，淪落至接客為生 與雷啟旺意外見面後跳樓自殺 |
| 黃泆潼 | 哨牙珍   | 十三飛之養女 喜歡雷啟旺 最憎黎明 |
| 梁 琤  | 鳳凰女   | 高級私人會所「鳳凰會」老闆娘 十三飛之四師妹 雷啟旺之四師姑 擁有一眼看穿人有沒有出千的能力 亞洲麻雀大賽參賽者 |
| 田啟文 | 大口九   | 十三飛之三師弟 雷啟旺之三師叔 打麻雀30年，食出雙辣超過1萬舖,保持連續不出沖6000個東的世界紀錄 絕技：在口中收至16張牌 |
| 林子聰 | 大波連   | 十三飛之六師弟 雷啟旺之六師叔 絕技：將3張麻雀放在胸口中間不會掉落 |
| 李健仁 | 幪面黎明 | 受天九哥指使綁架自摸西，迫雷啟旺退賽 遭十三飛、哨牙珍打敗 |
| 林曉峰 | 司 儀    | 亞洲麻雀大賽司儀 遭天九哥收買 |
| 李 楓  | 六 嬸    | 自摸西之朋友 |
| 丁 羽  | 三 叔    | 自摸西之朋友 |
| 楊 能  | 豬肉佬   | 自摸西之朋友 |
| 少爺占 | 流星錐佬 | 自摸西被綁架後與十三飛戰鬥 |

## 外部連結
- 開眼電影網上《雀聖》的資料（繁體中文）
- 香港影庫上《雀聖》的資料（繁體中文）
- 豆瓣电影上《雀聖》的資料 （简体中文）
- 时光网上《雀聖》的資料（简体中文）
- AllMovie上《雀聖》的资料（英文）
- 爛番茄上《雀聖》的資料（英文）
- 互联网电影数据库（IMDb）上《雀聖》的资料（英文）